# Louis Dartige du Fournet
Louis Dartige du Fournet (ur. 2 marca 1856 w Putanges-Pont-Écrepin, zm. 16 lutego 1940 w Périgueux) – francuski wiceadmirał. W 1915 roku podjął decyzję o ewakuacji Ormian walczących na zboczach Musa Dagh. 

## Życiorys
Wstąpił do francuskiej marynarki wojennej w 1872 roku i walczył w 1893 roku jako dowódca "Comète" przeciwko Syjamowi. Podczas wojen bałkańskich (1912–1913) pełnił funkcję wiceadmirała francuskiej floty na Morzu Śródziemnym. W lutym 1915 roku został mianowany dowódcą 3 eskadry francuskiej z siedzibą w Syrii, jego zadaniem było prowadzenie blokady tureckiej floty na Morzu Śródziemnym.

## Ocalenie Ormian
Ormianie walczący na zboczach Musa Dagh, aby zwrócić uwagę przepływających alianckich okrętów przygotowali z dwóch prześcieradeł dwie flagi. Na jednej znalazł się czerwony krzyż, a na drugiej napis chrześcijanie w niebezpieczeństwie. Palili również obok ogniska. 5 września 1915 roku dostrzegł ich statek francuskiej marynarki wojennej "Le Guichen". Na jego pokład dotarł przedstawiciel Ormian, który poprosił o pomoc. Dowódca statku poinformował telegraficznie wiceadmirała, który następnego dnia, 6 września na pokładzie statku "Joanna d'Arc" przypłynął na miejsce w celu rozpoznania sytuacji. Jeden z przywódców ormiańskich Tigran Andreassian wszedł na pokład i poprosił o ewakuację przynajmniej kobiet, dzieci i osób starszych. Fournet wysłał telegram do admiralicji, na który odpowiedź otrzymał dopiero trzy miesiące po ewakuacji z pytaniem, gdzie jest Musa Dagh.
Ryzykując swoją karierę samodzielnie podjął  decyzję o ewakuacji ocalałych. Pod tureckim ostrzałem w dniach 12 i 13 września w ciągu szesnastu godzin przewieziono łodziami na pięć statków 4085 Ormian. Zostali oni wysadzeni w Port Said w Egipcie, który w przeciwieństwie do Cypru zgodził się przyjąć uchodźców.  Fournet w grudniu 1916 roku został zwolniony z wojska. Ożenił się, ale nie miał dzieci. Napisał wspomnienia, które zostały wydane w Paryżu w 1920 roku Les souvenirs de guerre d’un amiral. Mieszkał w okolicach Saint-Chamassy i gdy zmarł w 1940 roku został pochowany na miejscowym cmentarzu.

## Wdzięczność Ormian
Mieszkańcy Saint-Chamassy nie wiedzieli o jego bohaterstwie. Dowiedzieli się dopiero w 2010 roku Thomas Aintabian, którego dziadek znalazł się w gronie ocalonych przez okręty dowodzone przez admirała odnalazł jego grób na cmentarzu w Saint-Chamassy. Thomas urodził się w Libanie, w Anjar. Ocaleni przez admirała stworzyli tam małe muzeum w którym naczelne miejsce zajmowała starannie złożona biała flaga z czerwonym krzyżem. Właśnie ją wyrzeźbił białym marmurze libańsko-ormiański rzeźbiarz Boghos Agassi, jeden z potomków ocalałych. Rzeźba została poświęcona w Libanie, a następnie 6 maja 2010 roku delegacja Ormian z Francji, Armenii, Libanu i Stanów Zjednoczonych wraz z przedstawicielami władz  Saint- Chamassy po zamontowaniu uroczyście odsłoniła ją na grobie Louisa du Fournet. Od tego czasu z okazji urodzin admirała spotykają się przy jego grobie Ormianie, aby złożyć kwiaty. 